# 黃道塵
黃道塵，也稱為黃道雲，是太陽系內散佈在黃道面附近形成薄煎餅狀雲氣的集合體，因為所處的位置與行星所在的黃道一致因而得名。這些塵埃粒子的直徑介於1至300微米之間，來源是彗星由彗尾拋出的顆粒，或是小行星碰撞產生的碎屑。於1934年被德國天文學家沃爾特·格羅特里安發現。
在2007年8月，皇后合唱團的首席吉他手布賴恩·梅摒棄了從事36年的音樂生涯，以在黃道塵的徑向速度为题目遞出了博士論文。以此為題的一個原因可能是這個題目幾乎沒有人從事研究，而在近年來已显得过时。
臨近恆星環繞著的黃道塵稱為外星黃道塵，來自其中的雜訊所形成的影像，可能是系外行星存在的直接影像。